# ニャニィニュニェニョン
ニャニィニュニェニョン（ラテン文字表記：NYA・NI・NYU・NYE・NYON）は、日本のサンリオによるキャラクター。1983年開発、1984年に商品化。おしめをつけたわんぱくな5人きょうだいのこねこで、誕生日は1月17日。

## 来歴
1983年に開発、1984年に商品化された。1985年、『いちご新聞』にて行われた第1回キャラクター人気投票で第3位に輝いた。翌年始まった『いちご新聞』の読者投票企画サンリオキャラクター大賞においては、1986年5位、1987年13位、1988年20位であった。
デビュー当初は、チャームポイントである絆創膏やそばかすがなかった。多くの読者の要望により『いちご新聞』212号（1985年10月号）にて初めて、それぞれのこねこの名前が発表された。

## キャラクター
nya（ニャ）
ほっぺにそばかすがあるしっかりものの男の子。
ni（ニィ）
帽子をかぶった心優しい男の子。マシュマロが好き。
nyu（ニュ）
前髪が立っているあまえんぼうの男の子。ミルクが好き。
nye（ニェ）
リボンをつけたおしゃれな女の子。唯一色が黒い。
nyon（ニョン）
絆創膏を貼ったいたずらっこの男の子。

## サンリオキャラクター大賞の順位
- 2025年サンリオキャラクター大賞？位
- 2024年サンリオキャラクター大賞38位。
- 2023年サンリオキャラクター大賞35位。
- 2022年サンリオキャラクター大賞34位。
- 2021年サンリオキャラクター大賞35位。
- 2020年サンリオキャラクター大賞28位。
- 2019年サンリオキャラクター大賞36位。
- 2018年サンリオキャラクター大賞33位。
- 2017年サンリオキャラクター大賞29位。
- 2016年サンリオキャラクター大賞38位。
- 2014年〜2015年サンリオキャラクター大賞20位圏外。
- 2013年サンリオキャラクター大賞31位。
- 2012年サンリオキャラクター大賞35位。
- 2011年サンリオキャラクター大賞31位。
- 1989年〜2010年サンリオキャラクター大賞10位圏外。
- 1988年サンリオキャラクター大賞20位。
- 1987年サンリオキャラクター大賞13位。
- 1986年サンリオキャラクター大賞5位。